# V (rivista)
V è una rivista statunitense nata come una versione destinata al largo pubblico di Visionaire, magazine dedicato all'arte.

## Descrizione
La rivista, diretta da Stephen Gan, tratta principalmente argomenti legati all'arte, alla musica, al cinema, alla moda ed alla cultura pop giovanile. Nel corso degli anni hanno lavorato per V importanti figure della scena internazionale in veste di fotografi o giornalisti, come Inez van Lamsweerde, Vinoodh Matadin, Hedi Slimane, Mario Testino, Mario Sorrenti, e Karl Lagerfeld. Fra le più celebri interviste concesse a V, si ricordano quelle di Joan Didion, Salman Rushdie, Robert Altman, Brooke Shields, e Norman Mailer.
Successivamente seguì una rivista parallela, V Man. Nel 2005, è stato pubblicato lo speciale V Best: Five Years of V Magazine, una raccolta dei migliori pezzi pubblicati nei primi cinque anni di attività.